# Thomas Ernsting
Thomas Ernsting (* 10. Juni 1959 in Bevergern) ist ein deutscher Reportage- und Industriefotograf.

## Leben
Nach dem Abitur in Ibbenbüren studierte er Geodäsie in Stuttgart und Bonn. Seit 1987 arbeitet er als freiberuflicher Fotograf. Er ist verheiratet, hat zwei erwachsene Kinder und lebt in Bonn.

## Werk
Ernsting ist fotografischer Autodidakt. Zu Anfang widmete er sich ausschließlich der Reportage-Fotografie und arbeitete von Beginn an weltweit für die verschiedenen Ausgaben von GEO, veröffentlichte aber auch regelmäßig im Stern, Merian und – seit der Gründung des Magazins – auch in National Geographic Deutschland.
Ernsting vermeidet in seiner Arbeit eine thematische Spezialisierung; die Themen seiner Reportagen sind breit gestreut. Bisherige Themen waren beispielsweise: vom Leben alter Bäuerinnen, Alltag in der Südsee, das Gefühlsleben der Pflanzen, Paläoanthropologen in Afrika, der Zusammenbruch des Kommunismus, Schamanismus in Deutschland, Kriegskinder in Jugoslawien, Drogenszene in Deutschland oder die Khasi in Meghalaya. Insgesamt vier Mal wurde Ernsting dafür allein mit dem World Press Photo Award ausgezeichnet. Weit über 100 Foto-Reportagen erschienen in den großen Magazinen weltweit. 1996 wurde er in den Art Directors Club New York aufgenommen. Ernsting ist Mitglied der Agentur Laif (Köln).
Ende der 1990er Jahre kam mit der Technik-, Industrie- und Wissenschaftsfotografie ein weiterer Schwerpunkt hinzu. Stilbildend ist sein Ansatz, stets die Darstellung von Technik mit Menschen zu verbinden.
Größere Projekte aus diesem Bereich sind unter anderem: Bau des neuen Gotthardtunnels, Entstehung des Weltraumlabors Columbus, Entwicklung des Bugatti Veyron, Forschung der Fraunhofer-Gesellschaft, Arbeit des Deutschen Zentrums für Luft- und Raumfahrt, Deutschland als High Tech-Standort.
Neben den Magazinen arbeitet Ernsting dabei auch für Unternehmen wie Airbus, Siemens, Volkswagen oder General Motors.

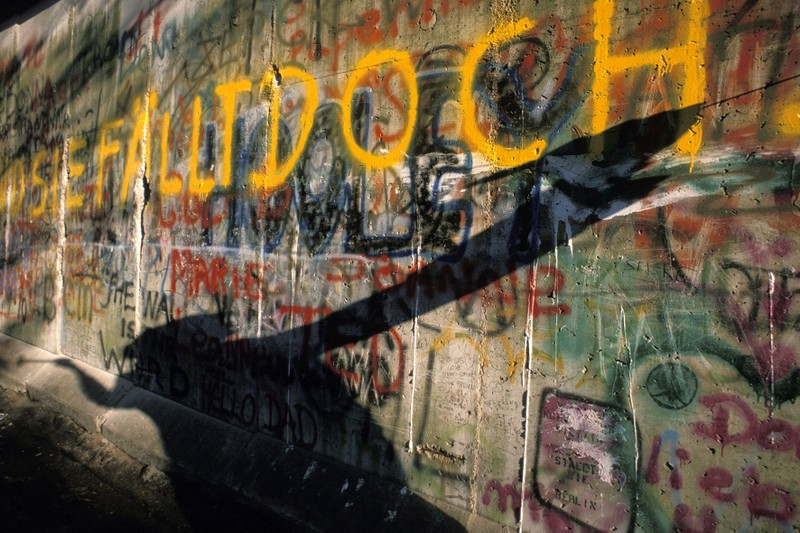
Mauerspecht 1989
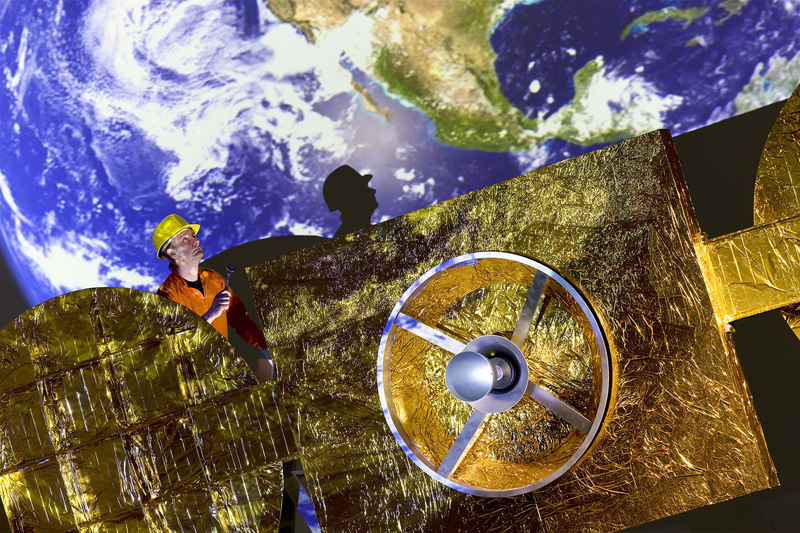
DLR Satellitentechnik
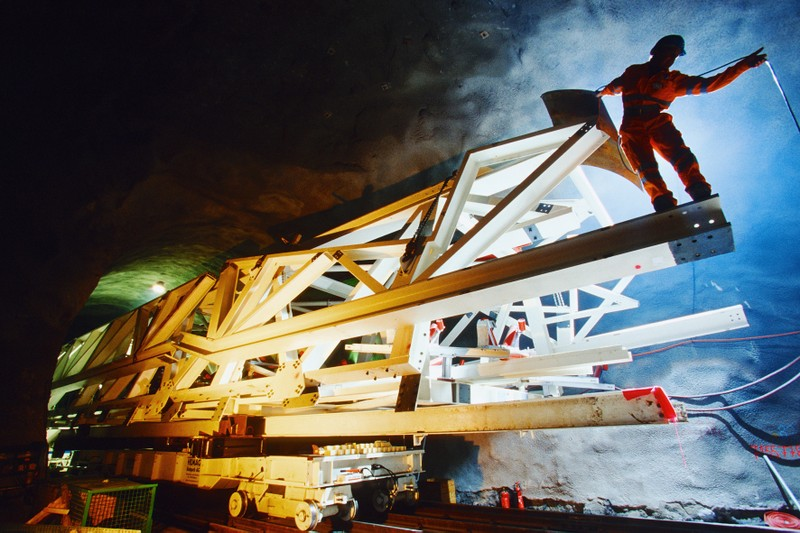
Gotthard-Tunnel
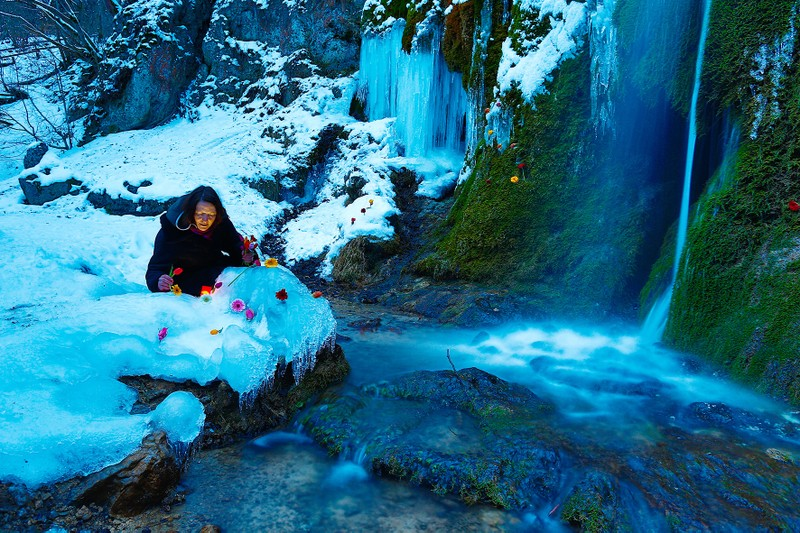
Schamane

## Auszeichnungen (Auswahl)
- 1988: 1. Preis World Press Photo (Daily Life)[1]
- 1992: 1. Preis World Press Photo (Daily Life)[2]
- 1992: Prague Award (Fotopreis der Stadt Prag)
- 1993: 2. Preis World Press Photo (Wissenschaft und Technik)[3]
- 1994: Auszeichnung durch den Art Director´s Club Deutschland
- 1997: 2. Preis World Press Photo (Wissenschaft und Technik)[4]
- 1997: 1. und 2. Preis der Auszeichnung für Wissenschaftsfotografie, Wissenschaft visuell ´97[5]
- 2006: Punkt (Journalistenpreis) für den besten Technikjournalismus durch Acatech[6][7]
- 2007: Erneute Auszeichnung durch Acatech für das beste Technikfoto[8]
- 2014: Auszeichnung durch den ZVEI für das beste Technikfoto
- 2015: Gewinner des European Science Photo Competition Award[9]

## Einzelausstellungen (Auswahl)
- 1992: Fotofestival, Perpignan
- 1997: Ausstellung im Haus der deutschen Wirtschaft, Berlin.
- 1999: Landesmuseum für Technik und Arbeit, Mannheim
- 2000: Weltausstellung EXPO 2000
- 2009: Mercedes-Benz Museum, Stuttgart
- 2010: Technoseum, Mannheim
- 2010: Audiforum, Ingolstadt
- 2010: Industriemuseum, Chemnitz
- 2011: Technik Museum, Kassel
- 2011: Airport Hamburg
- 2012: Ludwig-Erhard-Haus, Berlin
- 2015: Osthaus Museum, Hagen

## Buchveröffentlichungen (Auswahl)
- Von Menschen und Maschinen – Eine Bilderreise durch den Wirtschaftsstandort Deutschland. Hrsg. v. Deutschen Industrie- und Handelstag. Berlin 1999.
- Venedig. Mit Texten von Joseph Brodsky. Red.: Barbara Sternthal. Brandstätter, Wien 2003, ISBN 3-85498-295-X.
- Der neue Gotthard-Tunnel. Hrsg. v. Herrenknecht AG. Texte v. Philipp Maußhardt, Ruedi Suter. Red.: Achim Kühn. Fotogr. von Thomas Ernsting. ISBN 978-3-7688-1945-9.
- Deutsche Technikstraße. Red.: Charlotte von Saurma. Jahreszeiten-Verlag, Hamburg 2009 (Merian; Jg. 62, Extra) ISBN 978-3-8342-0913-9.
- Schamanismus: alles lebt! Neue Erde, Saarbrücken 2015, ISBN 978-3-89060-665-1.